# Pfettrach (Attenkirchen)

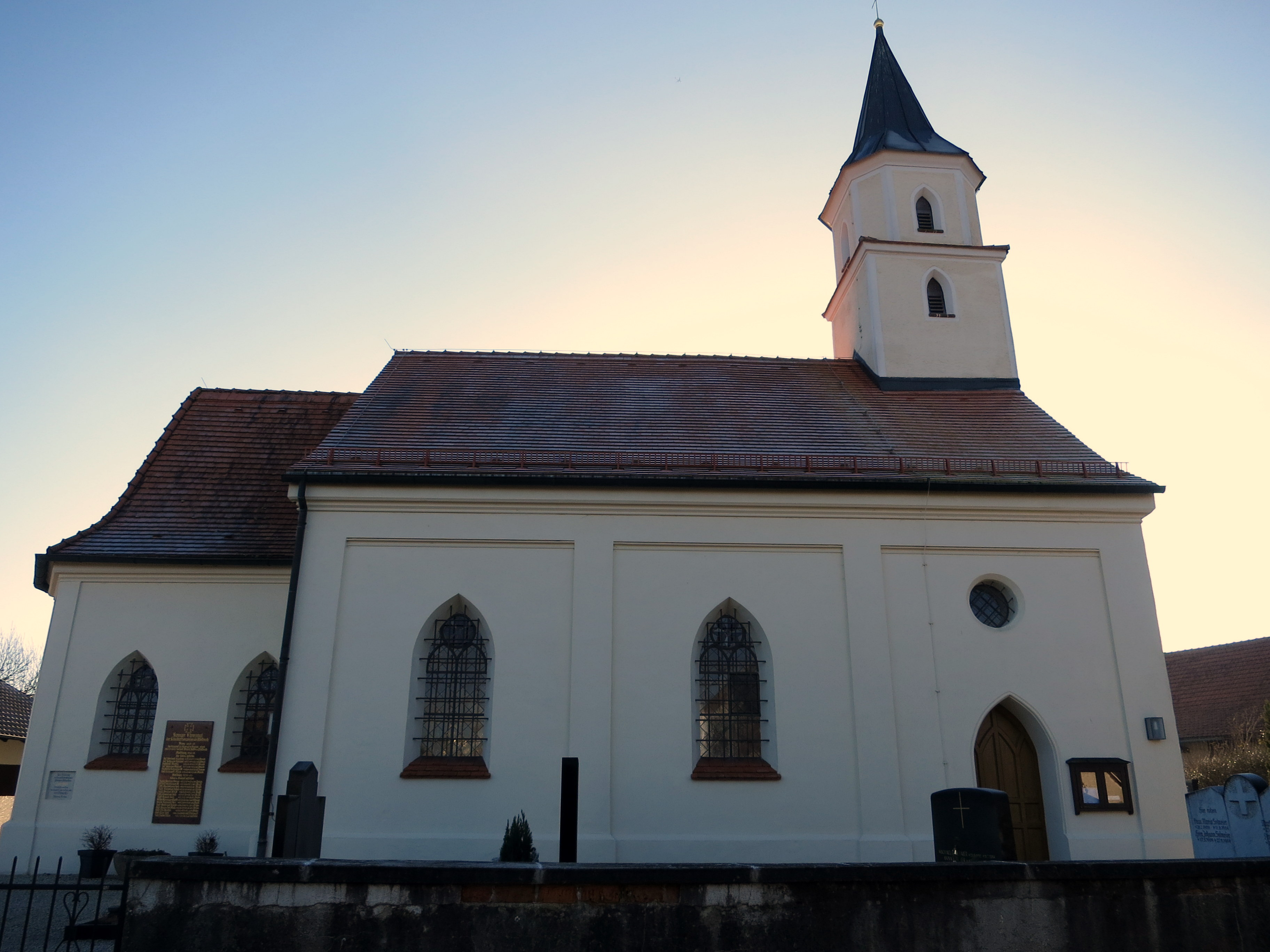
Die Filialkirche St. Lantpert mit ihrem Langhaus

Pfettrach ist ein Kirchdorf und eine ehemalige Gemeinde und eine Gemarkung im oberbayerischen Landkreis Freising, Bayern. Pfettrach ist seit 1. April 1971 Ortsteil der Gemeinde Attenkirchen.

## Geschichte
Die Kirche St. Lantpert in Pfettrach war ursprünglich ein Bau der Spätgotik. Von dieser Kirche sind Teile des Chors in den Neubau von 1684 übernommen worden (Weihe 1689). Das Langhaus und der vorgestellte Westturm gehen auf die Jahre 1866/67 zurück.
Im Mittelalter war Pfettrach eine geschlossene Hofmark, zu der auch das Dorf Brandloh im Westen gehörte. Die Hofmark war zeitweise im Besitz der Herrschaft Au.
Die politische Gemeinde Pfettrach entstand mit dem Gemeindeedikt von 1818. Im Zuge der Gemeindegebietsreform wurde am 1. April 1971 die Gemeinde Pfettrach nach Attenkirchen eingegliedert.